# Nokere Koerse femenina
La Nokere Koerse femenina (oficialmente: Danilith Nokere Koerse voor Dames) es una carrera profesional femenina de un día que se disputa en Bélgica.
La carrera fue creada en el año 2019 como competencia de categoría 1.1 del calendario internacional femenino de la UCI.

## Palmarés
| Año  | Ganador       | Segundo       | Tercero           |           |
| ---- | ------------- | ------------- | ----------------- | --------- |
| 2019 | Lorena Wiebes | Lisa Klein    | Lotte Kopecky     |           |
| 2020 | cancelada     | cancelada     | cancelada         | cancelada |
| 2021 | Amy Pieters   | Grace Brown   | Lisa Klein        |           |
| 2022 | Lorena Wiebes | Lotte Kopecky | Marta Bastianelli |           |
| 2023 | Lotte Kopecky | Lorena Wiebes | Marta Bastianelli |           |
| 2024 | Lotte Kopecky | Lorena Wiebes | Lily Williams     |           |
| 2025 | Marta Lach    | Linda Zanetti | Lara Gillespie    |           |

## Palmarés por países
| País         | Victorias |
| ------------ | --------- |
| Países Bajos | 3         |
| Bélgica      | 2         |
| Polonia      | 1         |